# Свинцовая лента из Санта-Маринеллы

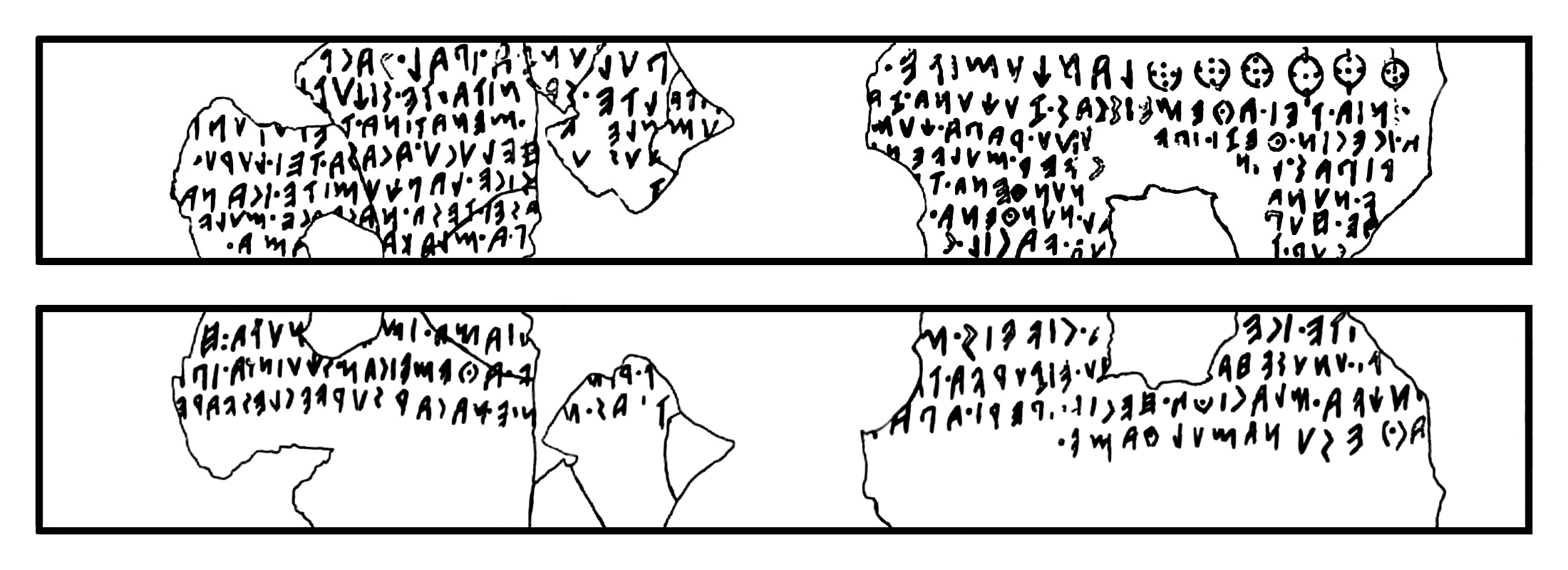
Лицевая и оборотная стороны ленты, фрагменты размещены согласно предполагаемому расположению

Свинцовая лента из Санта-Маринеллы (итал. Lamina plumbea di Santa Marinella, CIE 6310, TLE 878, ET Cr 4.10) — этрусский письменный памятник конца VI или начала V века до нашей эры. Её фрагменты сейчас находятся в Национальном музее этрусской культуры вилла Джулия в Риме. Надпись на этой ленте является одним из длиннейших текстов на этрусском языке, найденных на сегодняшний день.

## Описание
Свинцовая лента датируется периодом между 520 и 480 годами до нашей эры. Ширина ленты — около 2,7 см, первоначальная длина ленты неизвестна, так как концы с обеих сторон и центральная часть отсутствуют. Самый большой сохранившийся фрагмент имеет длину 6,9 см, ширину 2,7 см и толщину 1 мм. Остальные фрагменты могут быть собраны в блок длиной 6,6 см. Свинцовая полоса исписана с обеих сторон, причём буквы уменьшаются к концу. Высота букв в первой строке составляет 3 мм, в последующих — не более 2 мм.
Размер надписи, а также отсутствие отверстий в ленте свидетельствуют о том, что она не предназначалась для широкой публики. Миниатюрная надпись выполнена чрезвычайно тщательно и предполагает, что содержание должно быть доступно для чтения только посвящённым или самому божеству. Следовательно, это может быть описание ритуала, вотивного приношения или изречения оракула.
Исходя из характера повреждения, можно предположить, что свинцовая лента была разрушена случайно. Возможно, это произошло из-за того, что священник сломал её посередине, при этом она частично раскололась под действием давления. Таким образом, посторонние лица не могли получить никаких сведений о содержимом таблички. Возможно, свинцовая полоса считалась собственностью божества, и поэтому её не переплавили, а бросили в яму для приношений (фависсу).

## Надпись
Сохранившийся текст состоит примерно из 80 слов, 40 из которых полностью читаемы. Остальные слова неполны, можно различить только их начало или конец. Слова в большинстве случаев разделены точкой, что необычно для данного периода; в надписях, датируемых VI веком до нашей эры, в качестве разделителей чаще всего использовались две или три точки. Надпись почти полностью расшифрована, за исключением нескольких неясных букв, однако до сих пор неизвестно значение большинства слов.
| Фрагмент B, лицевая и оборотная стороны | Фрагмент A, лицевая и оборотная стороны |

В соответствии с этрусской письменной традицией надпись начертана справа налево зеркально отражёнными буквами. Эти два фрагмента следует читать вместе построчно. Таким образом, каждая строка фрагмента A продолжается во фрагменте B. Начало, конец и середина каждой строки утрачены.
| Фрагмент A Лицевая сторона 1. ] M M M C C C lanχumite. -[ 2. -]inia. tei. aθemẹịṣ̀c̣ạs̀. zuχuna. za[ 3. ]ạ. icecin. θezi. ipe[ri]. uṇu. rapa. χum[ 4. ]ụṭ ipas̀. ṛinụ[----.] c̣ver. mulvenị[ 5. ]-ạv. nuna-. [------]-. nunθenạ. tẹ[i 6. ]θ̣ẹ. huṇ [------]ạl. nunθena. [ 7. ]ṣur. t-[------]ṇa. vacil. c-[ | Фрагмент B Лицевая сторона 1. ] pulunza. ipal. s̀ acṇị[ 2. ]-ịtạlte. s̀acnitalte. s̀iχuṭ-[ 3. ]um. mleạṃ. menatina. teị. ụṃn-[ 4. ]-. u-ṇ- helucu. acasa. tei. ḷurus̀ [ 5. ]t--[--]-ṣice. lanχumite. ican a-[ 6. . f]as̀ei. tesa. naṣạθ̣c̣e. mulvẹ[- 7. ]-a. mlaka[- --]ạma |
| Оборотная сторона 1. ]-ite. icec̣[----]ạ. civeis. m[ 2. ]ṇi. unuṣ̀e. ḥa[---]-u. ei ẓurva. tạ[ 3. ]-ṇχva. mlac̣iθa. hecia. ipeṛi. apa-[ 4. ]ṇ θeṣu. nạmulθ ame. | Оборотная сторона 1. ]-ṭama. im[---]nuṭa. h[ 2. ]-t. ṛịṇ[---]ṿ. aθemeican. sχuṃia. ipạ[ 3. ]tṛaṣ. ṇ-[-]ṇịe. nacar. surve. clesvarẹ [ |

Символы в первой строке, предположительно, представляют собой этрусские цифры. Первые три могут означать 1000, а последующие три — 100 (по другой версии — 10000 и 1000 соответственно). Возможно, это какая-то магическая формула. Последующее слово lanχumite, которое повторяется в строке 5, вероятно, представляет собой эпитет божества. lanχumite может быть связано с греческим словом, обозначающем копьё (др.-греч. λόγχη, лат. lancea). Этрусская богиня Менрва (римская Минерва) часто изображалась с копьём. Возможно, здесь её называют богиней копья. Последующее слово ipal может быть формой родительного падежа от ipa — кто, что, где.
s̀acnitalte в строке 2, по-видимому, имеет тот же корень, что и sacni, святилище. Корень sac обозначает сакральное действие или свойство. s̀acn в строке 1 и italte в строке 2 могут быть дополнены до s̀acnitalte, что придаёт тексту шаблонный характер из-за этих повторений слов. Слово nunθena, значение которого неизвестно, из строки 5 также повторяется в строке 6.
В строке 4 cver с большой уверенностью означает вотивный дар. Последующее mulveni может иметь тот же корень, что и muluvenice — он дал. mulve из строки 6 также можно дополнить до mulveni. nuna в строке 5 означает дар посвящения. Таким образом, в надписи упоминается дар, который, возможно, был принесён или должен быть принесён в качестве символической жертвы неземной силе в результате обета.
vacil в строке 7 обозначает ритуал, в частности, возлияния. Дополнительные слова, несомненно, можно найти из уже переведённых надписей или с помощью комбинаторного метода. Некоторые слова, такие как θezi, nunθena, rapa, acasa и mulveni, также встречаются в льняной книге и табличке из Капуи. Ценность текста сегодня заключается не столько в его малопонятном содержании, сколько в многочисленных новых грамматических формах этрусских слов.

## История изучения
Свинцовая лента была найдена во время раскопок святилища Пунта-делла-Випера в 1964 или 1965 году. Раскопками руководил Марио Торелли. Святилище было посвящено этрусской богине Менрве и находилось недалеко от местечка Санта-Маринелла. Здесь в древности находился порт Пуникум, который, вероятно, восходит к основанию этрусков. Ближайшим крупным этрусским городом была Кайсра, современный Черветери. Пуникум, вероятно, был третьим портом Кайсры, наряду с Пирги и Алсием.
Храм имел квадратную планировку со сторонами 8 м и, вероятно, состоял только из целлы с колоннами спереди. Он был разрушен и восстановлен в IV веке до нашей эры. В III веке до нашей эры произошла реконструкция, а в конце I века до нашей эры храм был окончательно разрушен. Фрагменты свинцовой ленты были найдены в яме, принадлежащей святилищу.
Марио Торелли опубликовал описание находки в Archeologia Classica в 1966 году. Массимо Паллоттино добавил небольшое лингвистическое примечание, сравнивающее слова текста с уже известными этрусскими корнями слов. Мауро Кристофани опубликовал свою расшифровку надписи в Studi Etruschi в 1967 году. Амброс Йозеф Пфиффиг представил улучшенную расшифровку и интерпретацию текста в 1968 году. Карл Ольцша представил новые дополнения в своём отчёте по этрусской литературе 1969 года, который был напечатан в журнале Glotta. С тех пор не было достигнуто никакого общепринятого прогресса в отношении значения отдельных слов или всего текста.